# Podișul Secașelor

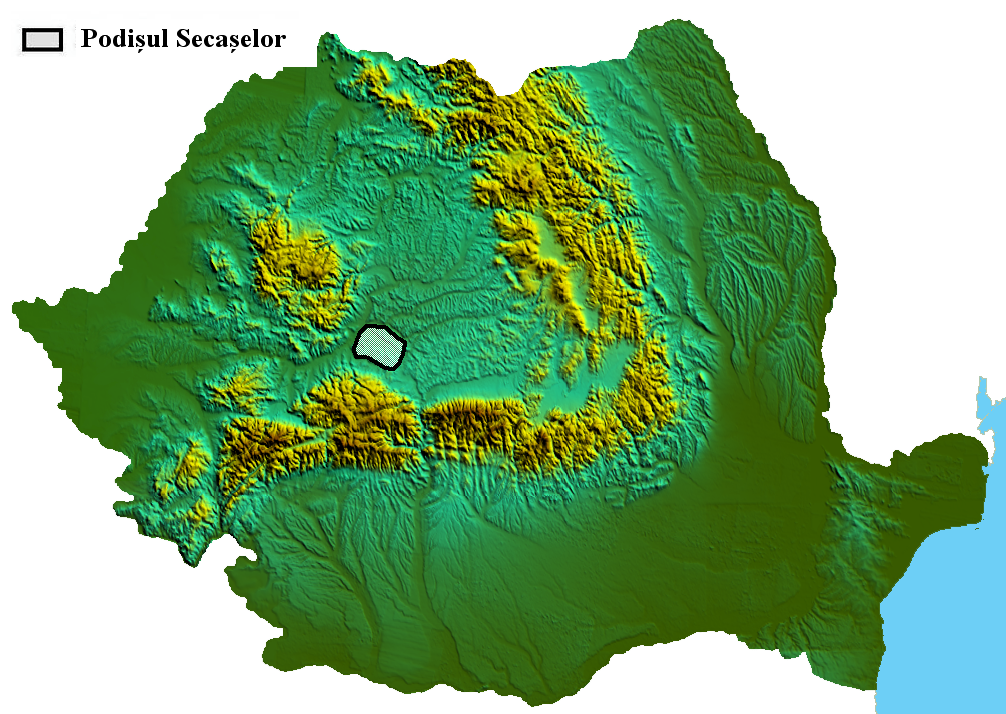
Podișul Secașelor pe harta României

Podișul Secașelor, cunoscut local și ca Țara Secașelor sau Ținutul Secașelor este un podiș din Transilvania, situat între râul Târnava Mare la nord, Subcarpații Transilvaniei, la est, munții Cindrel (sau Cândrel) și Depresiunea Sibiului la sud, respectiv fiind delimitat la vest de Culoarul Alba Iulia-Turda.

## Condiții naturale

### Relief
Podișul Secașelor are un relief dezvoltat pe formațiunile sedimentare din bazinul Transilvaniei si este rezultatul modelarii policiclice. Peisajul a suferit o transformare puternică în primul rând din cauza omului, însă și din cauze naturale. Totuși Podișul Secașelor dispune de un relief diversificat cu zone care atrag atenția celor care au cunoscut sau care vor cunoaște zona. Multe pensiuni și moteluri sunt gata de a oferi turiștilor tot ceea ce este nevoie pentru o vacanță frumoasă, dar în primul rând sănătoasă.

### Climă
Climatul specific acestei regiuni este un climat de dealuri și podișuri. Precipitațiile medii anuale sunt între 500-600 mm, iar temperatura aerului în luna ianuarie este de -3º — -4°C, pe când temperatura medie a lunii iulie atinge cote cuprinse între 19 și 21 de grade C.

### Floră și faună
Vegetația acestei zone este formată într-o mare parte din păduri de stejar și stejar pufos (predominant cer si garniță). Fauna asociată Podișului Secașelor cuprinde specii de mamifere, reptile și păsări specifice. În Podișul Secașelor se găsește rezervația geologică și geomorfologică Râpa Roșie.

### Sol
Solurile sunt strâns legate de rocă, vegetație, climă și evoluează în timp. În aceasta zonă sunt cernoziomuri argiloiluviale, pseudorendzine, soluri cernoziomoide și soluri brune eumezobazice. Alunecările de teren constituie o mare problemă pentru locuitorii acestei zone deoarece despăduririle au ajuns la o cotă alarmantă și pentru că nu sunt foarte mulți cei care încearcă să re-împădurească zona, alunecările de teren sunt inevitabile.

### Ape
Podișul Secașelor este străbătut de mai multe râuri dintre care cele mai importante sunt Secașul Mare și Secașul Mic. (A se vedea articolul Bazinul Secașului Mic).

## Economie
Podișul Secașelor cuprinde areale cu un potențial funciar ridicat, care poate favoriza dezvoltarea unei agriculturi intensive și performante. Elementul geografic de interes european din aceasta zonă rămâne terenul arabil care poate aduce un profit mare însă toate acestea sunt posibile numai în urma unor eforturi de modernizare a utilajelor și a practicării agriculturii ecologice. Astfel, date fiind condițiile în care se poate realiza agricultură, însă și din cauza cerințelor, o mare parte din agricultura din Podișul Secașelor este agricultură ecologică.
Principalele surse de poluare sunt cele din industria chimică și din cea alimentară. Deșeurile menajere sunt și ele o importantă sursă de poluare.

## Demografie
Potențialul demografic este mijlociu și modest în areale cu densități relativ reduse, sporul migratoriu negativ și sporul natural este diferențiat.